# Amphipsyche meridiana
Amphipsyche meridiana är en nattsländeart som beskrevs av Georg Ulmer 1909. Amphipsyche meridiana ingår i släktet Amphipsyche och familjen ryssjenattsländor. Inga underarter finns listade i Catalogue of Life.